# 剧孟
剧孟（？—？），是汉景帝时期的一个游俠。漢朝洛邑（今河南洛陽）人。成周人以經商聞名，但剧孟喜歡賭博，並以任侠好義，显於诸侯。剧孟的行事風格很像朱家，樂於助人而不願人所知。宰相得之，若得一敌国。
吴楚七国之乱时，条侯周亚夫为太尉，乘传车将至河南，得剧孟，大喜说：“吴楚造反而不來聘用剧孟，我就知他们成不了大事。”天下骚动。
漢朝大臣袁絲退隱時與剧孟結交為好友，当时安陵有个富人劝袁絲说：“剧孟是一个赌徒，不要和賭徒来往。”袁絲卻認為，剧孟虽然是个好赌的人，但是剧孟的母亲死时，前来送葬的馬車有上千辆，此人如果没有过人之处的话，怎么会有那麼多人歸附？天下只有季心跟剧孟是為了義氣可以放棄性命的人。最後袁絲反而跟富人絕交了。
剧孟死後，家无余十金之财。

## 延伸阅读
[在维基数据编辑]
 《史記/卷124》，出自司馬遷《史記》
 《漢書·卷092》，出自班固《漢書》